# 역곡고등학교
역곡고등학교(驛谷高等學校)는 대한민국 경기도 부천시 원미구 역곡동에 있는 공립 고등학교이다.

## 학교 연혁
- 2013년 1월 4일 : 도립학교 설치조례 공포(설립일), 명칭 역곡고등학교
- 2013년 3월 1일 : 역곡고등학교 개교
- 2013년 3월 1일 : 초대 류재경 교장 취임
- 2013년 3월 2일 : 제1회 입학식(182명)
- 2016년 2월 4일 : 제1회 졸업식(177명)
- 2022년 1월 5일 : 제7회 졸업식 (146명)
- 2022년 3월 1일 : 제10회 입학식(154명)
- 2022년 9월 1일 : 제4대 황미동 교장 취임

## 참고 자료
- 역곡고등학교 - 한국교육학술정보원 학교알리미